# شب‌های پرحرارت پوپیا
شب‌های پرحرارت پوپیا (انگلیسی: Poppea's Hot Nights) یک فیلم کمدی ایتالیایی به کارگردانی گوئیدو مالاتستا است که در سال ۱۹۶۹ منتشر شد و داستان آن در روم باستان می‌گذرد.

## گزیدهٔ بازیگران
- اولگا شوبرووا در نقش پوپیا سابینا
- ساندرو دری در نقش نرون
- تولیو آلتامورا در نقش سنکای جوان
- برد هریس
- هاوارد راس
- فمی بنوسی
- دانیله وارگاس
- کارلا کالو
- نلو پاتزافینی
- سیلویو باگلینی
- الیسا مایناردی
- اینیاتسو بالسامو
- دمتر بیتنس
- فورتوناتو آرنا
- مارکو تولی
- آلبرتو سورنتینو